# Melanotaenia maccullochi
Melanotaenia maccullochi är en fiskart som beskrevs av Ogilby, 1915. Melanotaenia maccullochi ingår i släktet Melanotaenia och familjen Melanotaeniidae. Inga underarter finns listade i Catalogue of Life.